# Porta di Castro
La porta di Castro era un'antica porta di Palermo.

## Storia
La porta venne edificata nel 1620, secondo quanto riporta Fazello, in sostituzione di una precedente porta che era stata chiusa oltre un secolo prima (1460), chiamata porta del Palazzo, si rese necessario aprire la continuazione della via dei Tedeschi dove risiedevano le guardie tedesche del Viceré. Per la costruzione della porta venne abbattuta la chiesa di Santa Maria dell'Itria detta La Pinta, che occupava parte della strada e per far questo venne fatto un decreto regio dall'allora viceré di Sicilia, Francìsco Ruiz de Castro Andrade y Portugal, conte di Castro, VIII conte di Lemos e duca di Taurisano (dal quale la porta prese il nome) e venne chiesto anche l'assenso dell'arcivescovo di Palermo. Il decreto regio recitava:
L'assenso dell'arcivescovo arrivò solo in funzione della costruzione della nuova chiesa di Santa Maria dell'Itria sorta a poca distanza dalla stessa a carico del senato palermitano. La porta dopo aver perso il suo utilizzo per la costruzione extra moenia fu distrutta nel 1879c. per allargare la via e far posto ad abitazioni, attualmente è ancora presente il ricordo di questa porta grazie alla toponomastica della via che la attraversa virtualmente che ha cambiato nome da via dei Tedeschi a via Porta di Castro.

## Struttura
La porta era decorata a doppio cornicione seguendo il motivo degli intagli, al centro era coronata da un'aquila di marmo con le ali aperte, mostrante le armi reali. L'aquila era fiancheggiata a destra da uno scudo recante le insegne del viceré Francesco di Castro, mentre alla sinistra dell'aquila un altro scudo reca la figura di un'altra aquila, questa simbolo della città di Palermo. La porta era ad arco a sesto lievemente ribassato, sull'architrave è presente il motivo decorativo dei festoni, mentre alla base dell'arco sono presenti delle figure antropomorfe. Il manufatto misurava 40 palmi di altezza per 20 di larghezza.

## Iscrizioni
Su entrambi i fianchi della porta erano presenti delle iscrizioni, sul fianco sinistro troviamo:
CIC IC CXX
D. ALvaro de Rivadiberia Praetore, Posillipo Playa 
Barone Vatticani, D. Vincentio la Rofa, D. Ja-
cobo Lucchisi Barone Camastrae, D. Vincentio 
Landolina, D. Gaspare Bellacera Barone Pe-
dagagi, D. Francisco Lanza Barone Ficarrae
Senatoribus PP.Q conscip.»

## Posizione
La porta si trovava all'estremità meridionale del palazzo dei Normanni in corrispondenza di piazza della Pinta, nelle vicinanze dell'attuale corso Tukory e della Camera delle meraviglie.